# Ancien hôtel de ville de Jerez de la Frontera
L'ancien hôtel de ville de Jerez de la Frontera (en espagnol : Antiguo Ayuntamiento de Jerez de la Frontera) est un bâtiment du XVIe siècle de style Renaissance situé à Jerez de la Frontera, en Andalousie, dans le sud de l'Espagne. Il a été déclaré Bien de Interés Cultural en 1943.

## Voir également
- Liste des biens d'intérêt culturel d'Espagne